# Wieżowy punkt obserwacyjny

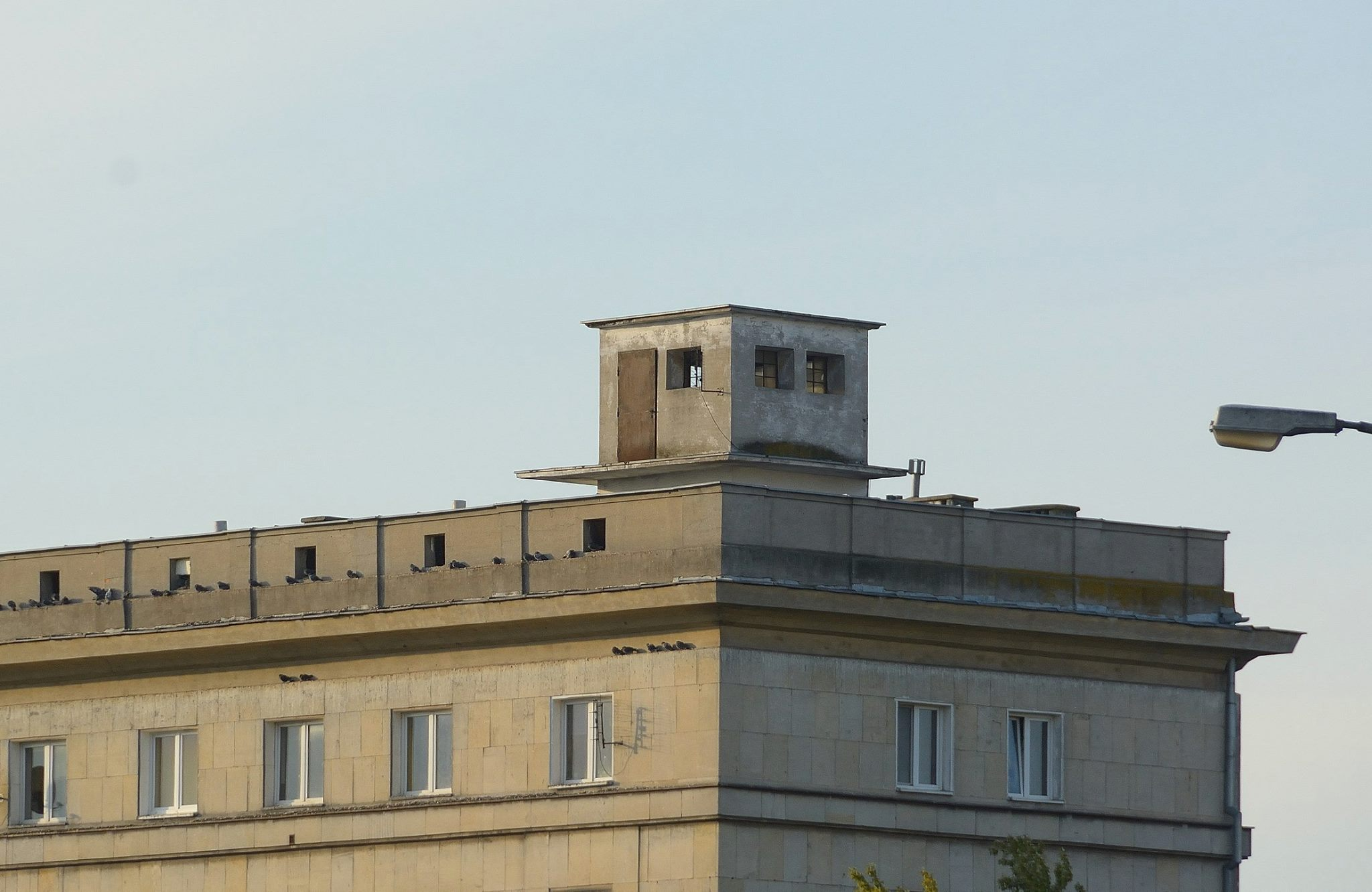
WPO przy ul. Grochowskiej w Warszawie

Wieżowy punkt obserwacyjny (WPO) – element systemu Terenowej Obrony Przeciwlotniczej, mający za zadanie wykrywanie i ostrzeganie przed zbliżającym się atakiem powietrznym. 
Zwykle miał formę prostopadłościanu, rzadziej płaskiego walca, umieszczonego na najwyższym budynku osiedla mieszkalnego lub zakładu przemysłowego. Załogę stanowiło dwóch obserwatorów, dodatkowo dwóch zmienników przebywało w schronie dowództwa obrony przeciwlotniczej, zwykle umieszczonym pod danym budynkiem. Punkt dysponował łącznością telefoniczną ze schronem dowództwa TOPL, aby jak najszybciej powiadomić o nadciągającym nalocie i zaalarmować ludność. 
WPO budowano podczas zimnej wojny zarówno na nowo powstałych budynkach, szczególnie socrealistycznych blokach mieszkalnych, jak również nadbudowywano na przedwojennych kamienicach i zakładach przemysłowych. Przykładem może być kamienica Jana Łaskiego przy placu Unii Lubelskiej w Warszawie z 1912 r. oraz wieża ciśnień dawnej Fabryki Karabinów w Warszawie (po wojnie Fabryka Wyrobów Precyzyjnych im. Karola Świerczewskiego), na których podczas zimnej wojny nadbudowano WPO. Z kolei na budynku Hotelu Grand przy ulicy Kruczej  WPO w kształcie walca umieszczono już podczas budowy obiektu w latach 1954–1957 r.. 
Odległość między poszczególnymi punktami w dużych miastach często nie przekraczała 200–500 m. Budowano je nie tylko na blokach mieszkalnych, ale również na budynkach użyteczności publicznej (szkoły, szpitale, urzędy, dworce) i ważniejszych zakładach przemysłowych. WPO straciły na znaczeniu wraz z rozwojem coraz doskonalszych środków ataku powietrznego oraz ich wczesnego wykrywania, stąd zaniechano ich budowy w latach 70. Po likwidacji Obrony Cywilnej, większość WPO została zamurowana i pokryta styropianem podczas ocieplania budynków, bądź niszczeje, pozbawiona konserwacji. Niektóre punkty adaptowano np. na stacje przekaźnikowe telefonii komórkowej.